# セリム2世
セリム2世（トルコ語: II.Selim, 1524年5月28日 - 1574年12月12日）は、オスマン帝国の第11代皇帝（スルタン）（在位1566年 - 1574年）。
軍事活動への関心を持たずに大臣たちに権限を委ねた最初のスルタンであり、もっぱら放蕩と飲酒に耽っていた。そのため、「酒飲み」「酔っ払い」（Sarhoş Selim）の渾名で呼ばれる。
父のスレイマン1世と比較して不肖・凡庸と評されるが、一方で大宰相を中心とした官人による統治システムに適した人物とも評価される。また、詩人としての一面も持ち合わせていた。

## 生涯

### 幼年期
オスマン帝国の皇帝スレイマン1世と寵妃ヒュッレム・ハセキ・スルタン（ロクセラーナ）の子として、1524年5月28日にイスタンブール（コンスタンティノープル）で誕生する。
父スレイマンの存命中はコンヤを任地とし、1545年にヴェネツィア貴族の家系に連なるチェチーリア・ヴェニエル＝バッフォ（ヌール・バヌ）を妻に迎える。1554年のペルシャ遠征では、アナトリア出身の兵士で構成された右翼軍の指揮官を務めた。

### 後継者争い
1530年代より、オスマン宮廷内ではスレイマンの後継者の地位を巡る暗闘が起こり、スレイマン1世の寵妃ロクセラーナは自分の息子を後継者に据えるため、皇子ムスタファに対して策謀を巡らせていた。1553年にムスタファが処刑されると、セリムとバヤズィトの兄弟がスレイマンの後継者候補として残った。セリムはイェニチェリ、バヤズィトはティマールの保有者と農民から支持を受けていた。ロクセラーナは怠惰で酒飲みのセリムよりも有能なバヤズィトを後継者にと考えていたと思われるが、2人が決裂して骨肉の争いが起きないように配慮していた。1558年にロクセラーナが没すると、セリムとバヤズィトは互いの側近を加えて政争を開始する。
セリムの家庭教師を務めていたララ・ムスタファ・パシャの偽書を使った策略によって、バヤズィトはスレイマンから疎まれるようになる。スレイマンはセリムの任地をコンヤからキュタヒヤに変え、バヤズィトをアマスィヤへと更迭した。1559年にバヤズィトはアマスィヤへの異動を拒んで挙兵し、テュルクマンとティマールの保有者を中心とする20,000の軍隊がバヤズィトの下に集まった。しかし、大宰相ソコルル・メフメト・パシャの率いるイェニチェリ、スィパーヒー、砲兵隊がスレイマンからセリムの元に派遣され、コンヤ近郊の戦闘で数で優位に立つセリムがバヤズィトに勝利する。サファヴィー朝に亡命したバヤズィトと彼の子たちがスレイマンとセリムの要請によって処刑されると、父に反抗する姿勢を取らなかったセリムが最後の後継者として生き残った。
1566年9月にスレイマンがハンガリー遠征（スィゲトヴァール包囲戦）中に陣没したとき、軍規の維持のためスレイマンの死は秘匿され、ソコルル・メフメト・パシャとごく一部の側近を除いてスレイマンの死を知る者はいなかった。ソコルルは芝居を打ってスレイマンが生きているように見せかけるとともに、セリムに書簡を送ってハンガリー遠征軍に合流するよう指示をした。セリムはキュタヒヤを発ち、ベオグラード近郊で遠征軍と合流したときに初めてスレイマンの死が明らかにされた。スレイマンの死の直後から兵士たちは下賜金を要求して示威行動を行い、即位前の継承戦で資金を使い果たしていたセリムは姉のミフリマー・スルタンから50,000ドゥカートの借金をして賞与を補った。セリムがイスタンブールに入城した後も兵士たちの要求は続くが、ソコルルが数人のイェニチェリを斬首して騒ぎはようやく収まった。

### 即位後

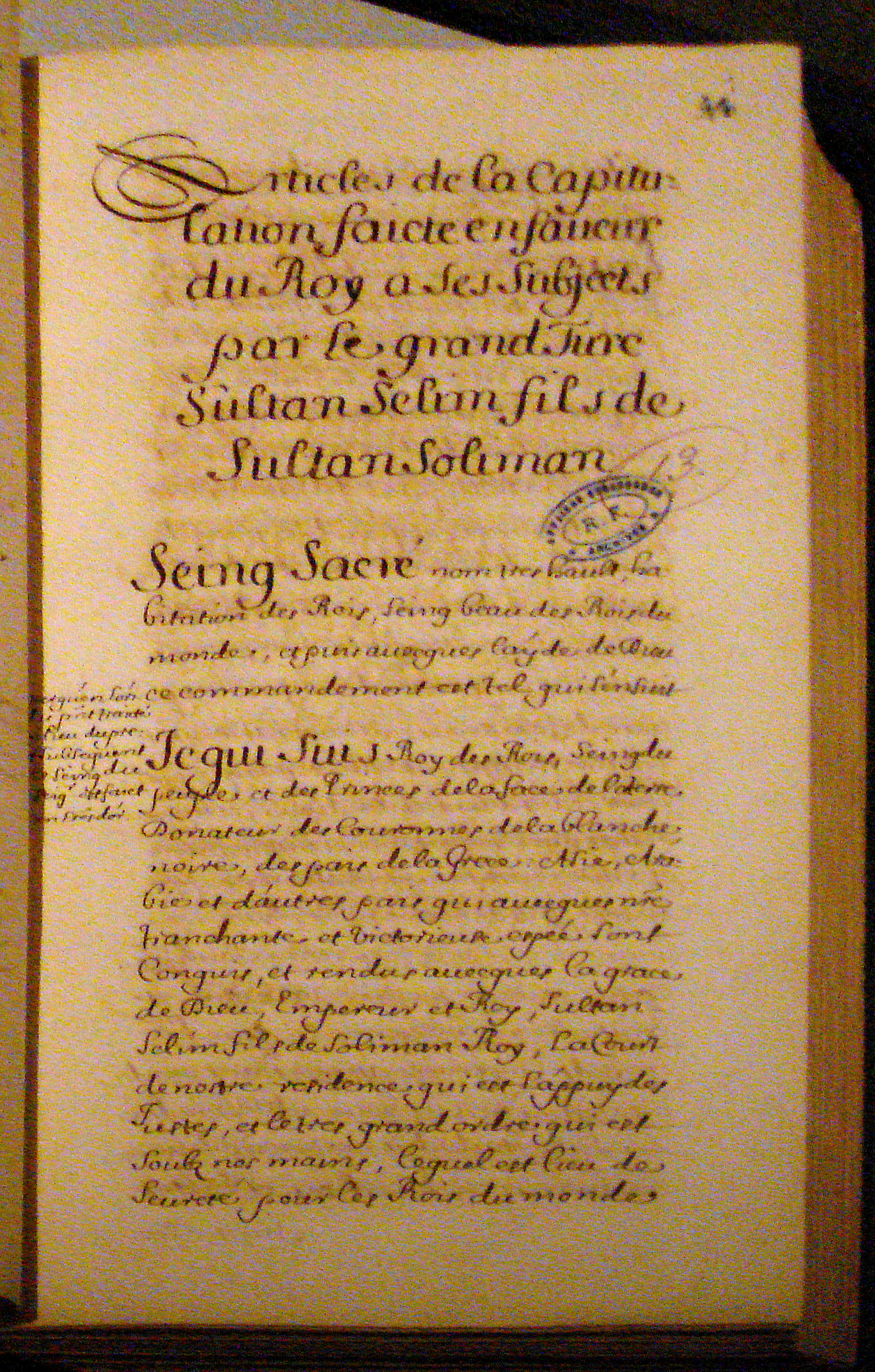
シャルル9世に与えたカピチュレーション

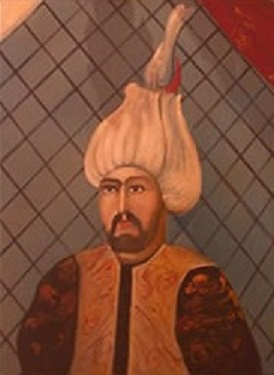
ソコルル・メフメト・パシャ

セリムは即位後一度も親征を行わず、イスタンブールのトプカプ宮殿とエディルネの狩場で日々を過ごした。セリムの在位中は、ボスニア出身の大宰相ソコルル・メフメト・パシャがスレイマンの晩年から引き続いて国事の大部分を担った。
1566年にジェノヴァが領有するキオス島がオスマン帝国の支配下に入る。しかし、同1566年にイエメンでシーア派の一派であるザイド派の指導者が反乱を起こし、反乱は長期に及んだ。
1568年2月17日にイスタンブールで神聖ローマ皇帝マクシミリアン2世と和平条約が締結され、マクシミリアン2世が毎年30,000ドゥカートの「貢納」を支払い、モルダヴィアとワラキアにおけるオスマン帝国の宗主権を認めさせた。和平の期間は8年間であったが、オスマン帝国と神聖ローマ帝国の友好関係は16世紀末まで保たれた。また、講和後にオスマン帝国の領域外に取り残されたトルコ人を国内に移住させる運動が行われた。1569年に、セリムはフランス王シャルル9世にカピチュレーションを授与する。カピチュレーションによってフランスの臣民にかけられる関税は5%に制限され、オスマン領内に駐在するフランス大使・領事に保護が与えられた。従来スレイマンがフランス王フランソワ1世に授与したと考えられていたカピチュレーションは、1559年にフランソワ2世に授与されたものだとする説が近年有力になっている。
しかし、北方のロシアとの関係は順調なものではなかった。オスマン帝国とロシアの最初の邂逅は、後に訪れる災厄の前兆として現れる。オスマン宮廷でヴォルガ川とドン川を結ぶ運河の建造が計画され、1569年の夏にイェニチェリと騎兵隊からなる大部隊によってアストラハンの包囲が開始される。包囲と同時に運河の工事が開始され、ドン川の河口部に位置するアゾフにオスマン艦隊が集結した。しかし、アストラハンの包囲は守備隊の反撃によって失敗した。運河の工員は15,000人からなるロシア軍の救援隊の攻撃を受けて散り散りになり、工員を保護するためにクリミアの軍隊が派遣された。さらに、アゾフに集結した艦隊は嵐によって壊滅した。1570年の初頭にロシア皇帝・イヴァン4世から派遣された大使がイスタンブールに到着し、オスマン帝国とロシアの間に和約が締結される。

### キプロス遠征
セリムの治世には、ヴェネツィアによるオスマン船舶襲撃の拠点となっていたキプロス島の遠征が計画される。キプロスはアナトリア・シリア・エジプトを結ぶ海路の維持に欠かせない要衝であり、ヴェネツィアはキプロスを保持するために毎年10,000ドゥカートをオスマン帝国に支払っていた。かねてよりオスマン帝国はキプロスの獲得を望んでおり、1570年春にセリムはソコルルの諌止を押し切ってキプロス遠征を決定した。同年7月にオスマン艦隊はキプロス島を包囲し、1571年にララ・ムスタファ・パシャ指揮下の軍隊がキプロスを制圧した。キプロスがワインの産地であるため、キプロス遠征に際してイスタンブール市民は「セリムはワイン目当てでキプロス遠征を始めたのだろう」と噂し合った。
キプロス島の陥落はキリスト教世界に衝撃を与え、ローマ教皇ピウス5世の提唱によってカトリック教国からなる連合軍が結成された。1571年10月7日にオスマン艦隊はレパントの海戦でカトリック教国の連合軍に敗北する。

### レパントの海戦後

レパントの海戦

戦後、ソコルルはヴェネツィアとの戦いに備えて、翌年の春までに艦隊を再建することを命じた。資金を不安視する大提督クルチ・アリー・パシャ（ウルチ・アリー・パシャ）、レパントの戦いがオスマン帝国に与えた打撃を探ろうとするヴェネツィアの使者らに対して、ソコルルは余裕を示して資金が潤沢であり、オスマンの被害は微少であると答えた。1572年6月に再建されたオスマン海軍は250隻からなる艦隊を地中海に出撃させ、またヴェネツィアはオスマンとの戦争の継続に積極的な姿勢を示さなかった。1573年3月にフランスの仲介によってオスマンとヴェネツィアは講和し、オスマンのキプロス島保持、ヴェネツィアのオスマンへの賠償金の支払い、ダルマティア地方の情勢を維持することが取り決められ、ヴェネツィアにカピチュレーションが授与された。
1574年にクルチ・アリー・パシャとイエメンの征服者コジャ・シナン・パシャ率いるオスマン艦隊がスペインの支配下に置かれていたチュニジアに派遣され、8月にチュニジアを奪還した。

### 生涯の最期
晩年、セリムはワインを1瓶飲み干した後にトプカプ宮殿の新築された浴場に行き、濡れたタイルで滑って頭を打ち付けた　。事故から11日後の1574年12月12日にセリムは没した。セリムの死により、ソコルルが計画していたヴェネツィア攻撃の計画は中断される。跡を子のムラト3世が継いだ。

## オスマン帝国衰退の兆候
後世の西欧の歴史家はレパントの海戦に強い関心を示し、オスマン帝国の没落はこの戦闘から始まったと主張することもあった。スコットランドのイスラム史研究者であるキンロス卿パトリック・バルフォアは自著"The Seeds of Decline"において、レパントの敗戦の後で艦隊の立て直しに要した多額の支出がオスマン帝国の緩やかな衰退の始まりになったと考察した。しかし、レパントの敗戦はオスマン海軍の人材に打撃を与えたものの、帝国が衰退する原因になったとは断言できないと述べる研究者も存在する。

## 肖像画

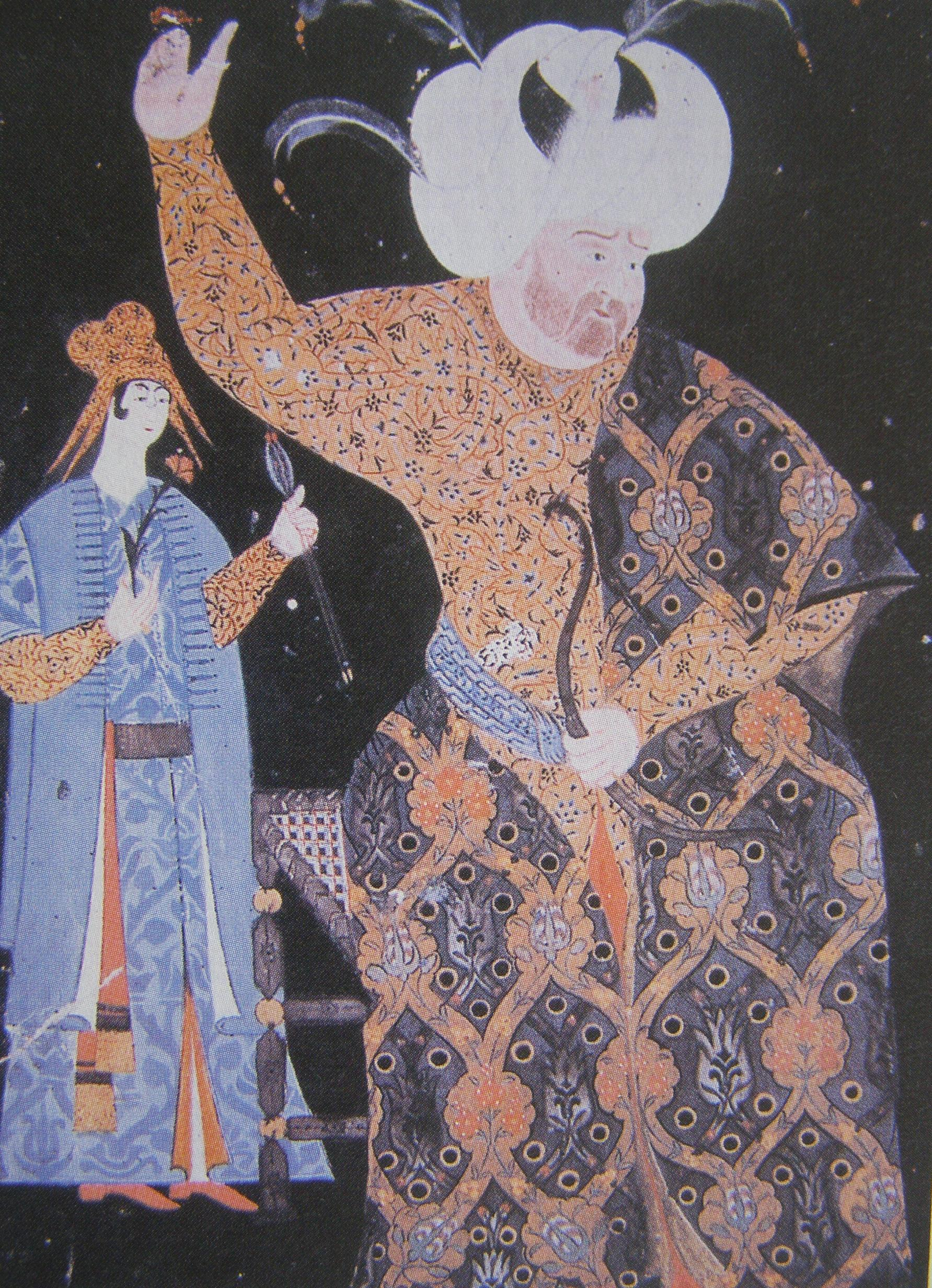
ニギャーリーの描いた肖像画

オスマン帝国の画家ニギャーリー（ニガーリー、1494年 - 1572年）が描いたセリム2世の肖像画は、セリムの人物像を写実的に描写したものとして評価されている。狩猟中のセリムを描いた絵には、太った体とアルコール中毒者であることを思わせる赤く酒焼けした顔が表現されている。同時に父スレイマンの肖像画とは対照的な豪奢な衣装、今にも動き出しそうな右手がニギャーリーの技術を示し、セリムの威厳と繊細さを表現している。

## 翻訳元記事参考文献
- Finkel, Caroline, Osman's Dream, Basic Books, 2005.